# Club Deportivo Oximesa
Il Club Deportivo Oximesa fu una società cestistica avente sede ad Albolote, in Spagna. Fondata nel 1979, ha giocato per sei anni nel massimo campionato spagnolo, la Liga ACB. Si scolse nel 1993 cedendo i diritti al Baloncesto Granada.